# استخوان‌های دوست‌داشتنی
استخوان‌های دوست‌داشتنی (به انگلیسی: The Lovely Bones) نام دومین رمان آلیس سبالد نویسنده آمریکایی در سال ۲۰۰۲ است. این رمان به شدت مورد استقبال مخاطبان و منتقدان قرار گرفت و به بیش از ۳۰ زبان از جمله زبان فارسی ترجمه شد. در سال ۲۰۰۹ پیتر جکسون فیلمی به همین نام را بر پایه این رمان کارگردانی کرد. این رمان در سال ۲۰۰۳ برنده جایزه انجمن کتابفروشان آمریکا شد. این کتاب از سال ۲۰۰۳ تاکنون به تعداد چهار میلیون نسخه فروش کرده‌است.

## داستان
قهرمان داستان دختری ۱۴ ساله به‌نام سوزی است که پس از آنکه به دست شخصی به نام جرج هاروی مورد تجاوز قرار گرفته و به قتل می‌رسد، با زبانی کودکانه و جذاب رویدادهای پس از مرگش را روایت می‌کند. لحن کودکانه سوزی در طی گذشت سال‌ها همچنان حفظ می‌شود و این روح به روایت ماجراهایی را که در طول ده سال پیرامون والدین، دوستان، پلیس و حتی قاتلش رخ می‌دهد می‌پردازد. راوی همچنین توصیفی ساده و صمیمی از بهشتی که در آن مستقر شده‌است ارائه می‌دهد.

## ترجمه به فارسی
این رمان در ایران با سه ترجمه مختلف (میترا معتضد، فریدون قاضی‌نژاد و فریده اشرفی) توسط سه ناشر (البرز، روزگار و مروارید) در طی سال‌های ۸۲-۸۳ به بازار عرضه شده‌است.